# Wymysłów (Szaniec)
Wymysłów – część wsi Szaniec w Polsce, położona w województwie świętokrzyskim, w powiecie buskim, w gminie Busko-Zdrój.
W latach 1975–1998 Wymysłów administracyjnie należał do województwa kieleckiego.

## Historia
Wymysłów, stanowiący obecnie część wsi Szaniec, w przeszłości był odrębną wsią. Pierwszy raz jego nazwa pojawia się w źródłach w 1762. W 1840 wieś liczyła 15 zagrodników, czyli rolników i była własnością kościoła w Szańcu. W czasie spisu przeprowadzonego w 1918 wieś liczyła 34 domy i 181 mieszkańców. Natomiast po II wojnie światowej następowało powolne, ale stałe wyludnianie wsi. U schyłku PRL-u dokonano elektryfikacji przysiółka, jednak nie zahamowało to upadku wsi, która w najgorszym swoim okresie liczyła już tylko 7 domów. Obecnie nastąpił nieznaczny rozwój, w 2010 przysiółek połączono drogą asfaltową z wsią Zwierzyniec.